# Opholdsdirektivet
Opholdsdirektivet (officielt titel: Europa-parlamentets og Rådets direktiv 2004/38/EF af 29. april 2004 om unionsborgeres og deres familiemedlemmers ret til at færdes og opholde sig frit på medlemsstaternes område, om ændring af forordning (EF) nr. 1612/68 og om ophævelse af direktiv 64/221/EØF, 68/360/EØF, 72/194/EØF, 73/148/EØF, 75/34/EØF, 75/35/EØF, 90/364/EØF, 90/365/EØF og 93/96/EØF) er et direktiv fra 2004, der fastlægger de nærmere betingelser for udøvelse af retten til fri bevægelighed og ophold i medlemsstaterne for unionsborgere
og deres familiemedlemmer samt unionsborgeres og deres familiemedlemmers ret til tidsubegrænset ophold i EU's medlemsstater. 
I henhold til EU's grundlæggende traktat, Rom-traktaten, er arbejdskraftens fri bevægelighed en fundamental forudsætning for virkeliggørelsen af det indre marked. Med Maastrichttraktaten indførtes i 1993 unionsborgerskabet, og den fri bevægelighed blev med tiden udvidet til at omfatte alle unionsborgere, som kan klare sig selv økonomisk. Med henblik på at udmønte traktatens bestemmelser om unionsborgernes fri bevægelighed (traktatens afsnit III) havde det daværende EF, og senere EU, vedtaget en række direktiver, der nærmere fastlagde betingelserne for unionsborgernes ophold i andre EU-medlemsstater som henholdsvis arbejdstagere, studerende, selvforsøgende og pensionister. 
For at forenkle, ensrette og samle disse regler vedtog Europa-parlamentet og Rådet den nugældende opholdsdirektiv i 2004. Fristen for at implementere direktivets bestemmelser i den nationale lovgivning i EU-landene var 2006, men i mange lande har implementeringen trukket ud og ladet en del tilbage at ønske, hvilket førte til en stærkt kritisk rapport fra EU-kommissionen i sommeren 2009. 
Ved direktivets vedtagelse blev det i den danske offentlighed og i det politiske system anset for forholdsvist ukontroversielt, og der var følgelig ikke nogen større debat i forbindelse hermed. Dette ændrede sig imidlertid, da EF-domstolen afgjorde den såkaldte Metock-sag baseret på en fortolkning af opholdsdirektivet, hvorved tredjelandsborgere, der gifter sig med en unionsborger, har ret til ophold i EU efter reglerne i opholdsdirektivet, også selvom trejdelandsborgeren ikke forinden har haft opholdstilladelse efter et EU-lands nationale lovgivning. Der har herefter været en betydelig debat i Danmark om opholdsdirektivet og dettes konsekvenser for den danske udlændingelovgivning. 

## Eksterne links
- Opholdsdirektivet på EUR-lex Arkiveret 20. februar 2021 hos  Wayback Machine

| Jura | Spire Denne juraartikel er en spire som bør udbygges. Du er velkommen til at hjælpe Wikipedia ved at udvide den. |